# Pseudascocotyle mollienisicola
Pseudascocotyle mollienisicola är en plattmaskart. Pseudascocotyle mollienisicola ingår i släktet Pseudascocotyle och familjen Heterophyidae. Inga underarter finns listade i Catalogue of Life.